# Are We Not Men? We Are Devo!
Q: Are We Not Men? A: We Are Devo! — дебютний студійний альбом американської рок-групи Devo, виданий у 1978 році компанією «Warner Bros. Records». Альбом, з яким група «Devo» здобула свою першу популярність і завоювала репутацію однієї з найноваторськіших груп нової хвилі.
Альбом зайняв позицію № 12 у британському чарті Billboard і позицію № 78 в американському. Був визнаний одним із найкращих альбомів за версією журналу Rolling Stone, розміщений на 447 позиції.

## Історія альбому
У 1977 році ранні записи групи «Devo» потрапили в руки Іггі Попу і Девіду Боуї, які були дуже вражені даним матеріалом. Також своє враження висловив і Брайан Іно . Побачивши дебютний концерт Devo в 1977 році, Боуї сказав: «Це — музика майбутнього, я буду продюсувати їх у Токіо цієї зими». Однак, продюсером першого альбому став Іно, спочатку взявся продюсувати альбом на студії Конрада Планка, розташованої в Кельні. Група уклала з Іно контракт на запис альбому. У підсумку Іно і Боуї залишилися незадоволені випущеним альбомом, оскільки учасники групи відмовилися «експериментувати» зі звуком, як цього спочатку домагався Іно.

## Список композицій
| Перша сторона | Перша сторона                   | Перша сторона |
| #             | Назва                           | Тривалість    |
| ------------- | ------------------------------- | ------------- |
| 1.            | «Uncontrollable Urge»           | 3:09          |
| 2.            | «(I Can't Get No) Satisfaction» | 2:40          |
| 3.            | «Praying Hands»                 | 2:47          |
| 4.            | «Space Junk»                    | 2:14          |
| 5.            | «Mongoloid»                     | 3:44          |
| 6.            | «Jocko Homo»                    | 3:40          |

| Друга сторона | Друга сторона                     | Друга сторона |
| #             | Назва                             | Тривалість    |
| ------------- | --------------------------------- | ------------- |
| 1.            | «Too Much Paranoias»              | 1:57          |
| 2.            | «Gut Feeling / (Slap Your Mammy)» | 4:54          |
| 3.            | «Come Back Jonee»                 | 3:47          |
| 4.            | «Sloppy (I Saw My Baby Gettin')»  | 2:40          |
| 5.            | «Shrivel-Up»                      | 3:05          |